# Tscherwonohryhoriwka
Tscherwonohryhoriwka (ukrainisch Червоногригорівка; russisch Червоногригоровка Tscherwonogrigorowka) ist eine Siedlung städtischen Typs in der ukrainischen Oblast Dnipropetrowsk mit 5150 Einwohnern (2025).

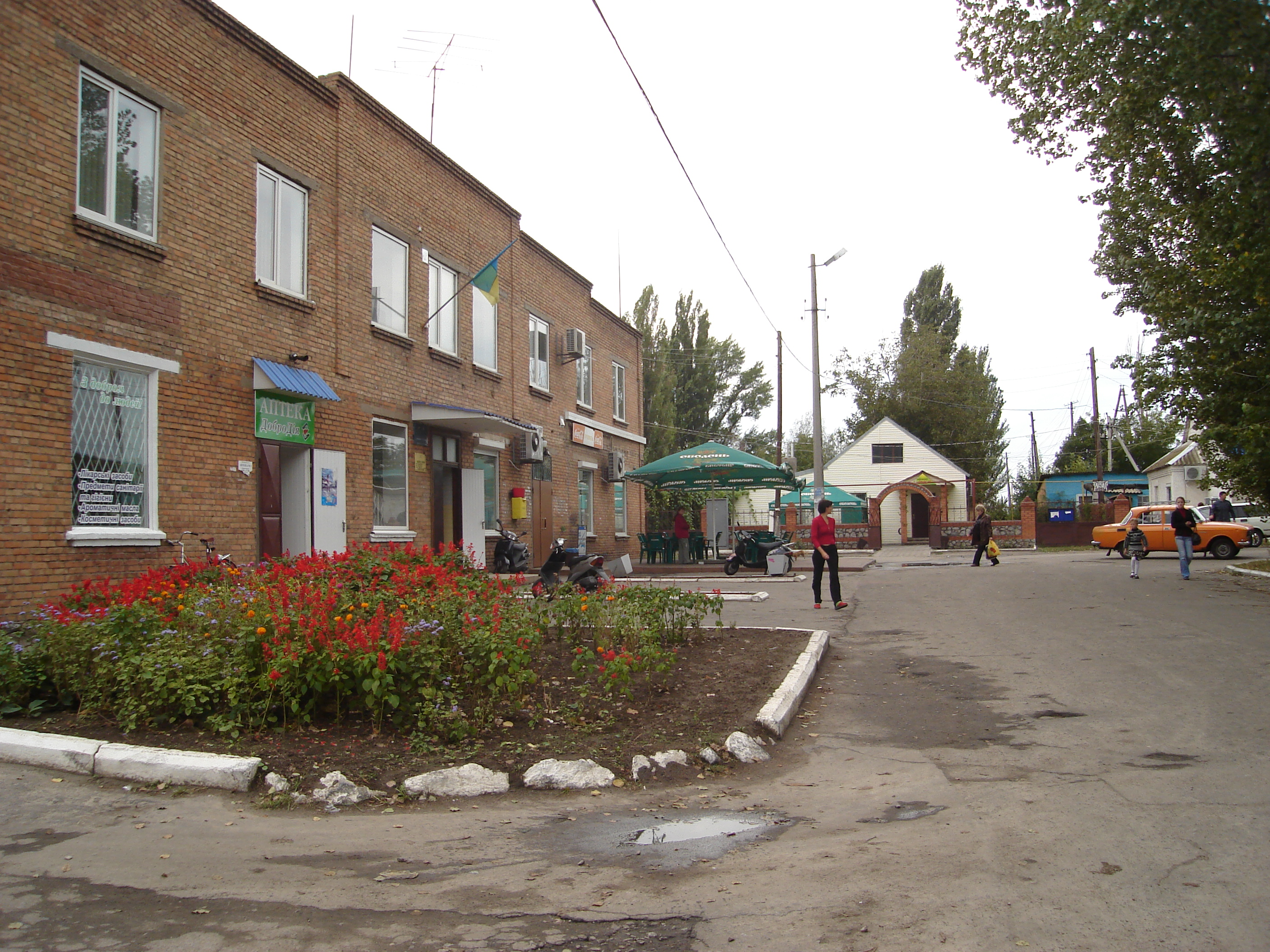
Verwaltungsgebäude in Tscherwonohryhoriwka

Die Ortschaft wurde nach Zerstörung der Saporoger Sitsch in den 1770er Jahren gegründet.
Tscherwonohryhoriwka liegt auf einer Höhe von 39 m am rechten Ufer des zum Kachowkaer Stausee angestauten Dnepr, 16 km nordöstlich vom Rajonzentrum Nikopol und 115 km südwestlich vom Oblastzentrum Dnipro entfernt. Durch die Ortschaft verläuft die Fernstraße N 23.
Die Siedlung besitzt zwei Bahnstationen an der Bahnstrecke Apostolowe–Saporischschja.

## Verwaltungsgliederung
Am 13. Juni 2017 wurde die Siedlung zum Zentrum der neugegründeten Siedlungsgemeinde Tscherwonohryhoriwka (Червоногригорівська селищна громада/Tscherwonohryhoriwska selyschtschna hromada). Zu dieser zählten auch die 5 in der untenstehenden Tabelle aufgelisteten Dörfer sowie die Ansiedlung Kamjanske, bis dahin bildete sie die gleichnamige Siedlungsratsgemeinde Tscherwonohryhoriwka (Червоногригорівська селищна рада/Tscherwonohryhoriwska selyschtschna rada) im Südosten des Rajons Nikopol.
Folgende Orte sind neben dem Hauptort Tscherwonohryhoriwka Teil der Gemeinde:
| Name                     | Name           | Name                             |
| ukrainisch transkribiert | ukrainisch     | russisch                         |
| ------------------------ | -------------- | -------------------------------- |
| Boryssiwka               | Борисівка      | Борисовка (Borissowka)           |
| Dmytriwka                | Дмитрівка      | Дмитровка (Dmitrowka)            |
| Kamjanske                | Кам'янське     | Каменское (Kamenskoje)           |
| Mussijiwka               | Мусіївка       | Мусиевка (Mussijewka)            |
| Prydniprowske            | Придніпровське | Приднепровское (Pridneprowskoje) |
| Prywilne                 | Привільне      | Привольное (Priwolnoje)          |